# تایسون پدرو
تایسون پدرو (انگلیسی: Tyson Pedro؛ زادهٔ ۱۷ سپتامبر ۱۹۹۱) ورزشکار هنرهای رزمی ترکیبی اهل استرالیا است.